# 리오 2
리오 2(영어: Rio 2)는 2014년 공개된 미국의 애니메이션 영화로, 《리오》의 속편이다.

## 줄거리
야생을 한 번도 겪어보지 못한 도시형 앵무새 ‘블루’는 자신과 정반대의 매력을 지닌 ‘쥬엘’을 만나 개구쟁이 세 아이를 낳고 평화로운 생활을 이어간다. 그러던 어느 날 아마존에서 자신들의 동족인 파란 마코 앵무새들이 발견됐다는 소식을 접하게 되고, 아내 ‘쥬엘’의 설득에 못 이겨 도심에서 3,200km 떨어진 아마존으로 모험을 떠난다. 야생 라이프에 완벽 적응한 ‘쥬엘’과 세 아이들과는 달리 도시생활에 길들여진 ‘블루’는 깃털 나고 처음으로 가 본 아마존 정글이 불편하기만 하다. 설상가상 ‘블루’에게 두 날개를 빼앗긴 악당 앵무새 ‘나이젤’이 복수를 위해 드림팀을 꾸려 ‘블루’의 뒤를 바짝 쫓고, 어둠의 세력까지 가세해 아마존 정글과 ‘블루’ 가족을 위협하고 나서는데...

## 배역

### 원판

#### 주연
- 쥬엘 목소리 역: 앤 해서웨이
- 린다 목소리 역: 레슬리 맨
- 니코 목소리 역: 제이미 폭스
- 블루 목소리 역: 제시 아이젠버그

#### 조연
- 에바 목소리 역: 베베우 지우베르투
- 카포에라 거북이 목소리 역: 짐 콘로이
- 칼라 목소리 역: 레이철 크로
- 축제의 손님끄는사람/블루 보초 목소리 역: 베르나르두 지 파울라
- 빅 보스 목소리 역: 미겔 페러
- 스푼빌/펄 목소리 역: 제프리 가르시아
- 늙은 새 목소리 역: 제이슨 해리스
- 라파엘 목소리 역: 조지 로페즈
- 행상인 목소리 역: 세르지우 멘지스
- 티니 목소리 역: 케이트 미쿠치
- Dr. 모네 목소리 역: 재널 모네
- 뉴스캐스터 목소리 역: 내털리 모랄레스
- 미미 고모 목소리 역: 리타 모레노
- 루이즈 목소리 역: 트레이시 모건
- 로베르토 목소리 역: 브루노 마스
- 나이젤 목소리 역: 저메인 클레멘트
- 페드로 목소리 역: 윌 아이 엠
- 툴리오 목소리 역: 호드리구 산토루
- 페르난도 목소리 역: 제이크 T. 오스틴
- 가비 목소리 역: 크리스틴 체노웨스
- 에두아르도 목소리 역: 앤디 가르시아
- 비아 목소리 역: 어맨들라 스텐버그
- 티아고 목소리 역: 피어스 개그넌

### 한국어 더빙판

#### 주연
- 블루 목소리 역: 임시완
- 쥬엘 목소리 역: 써니
- 나이젤 목소리 역: 류승룡

#### 조연
- 페드로 목소리 역: 이장원
- 니코 목소리 역: 류다무현